# Delphinium verdunense
Delphinium verdunense là một loài thực vật có hoa trong họ Mao lương. Loài này được Balb. mô tả khoa học đầu tiên năm 1804.